# Casas romanas do Célio

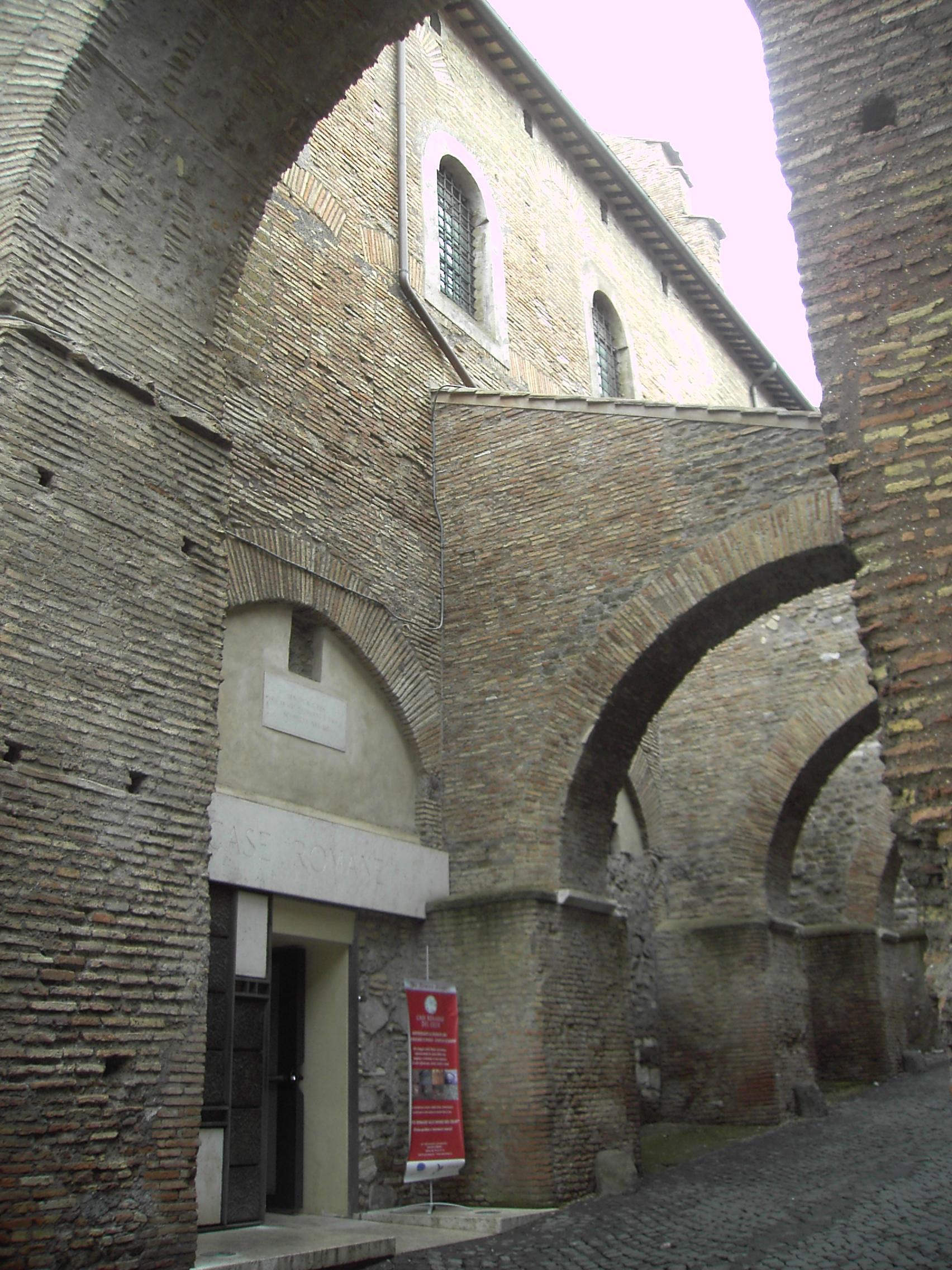
Acesso no Clivo di Scauro com os arcos antigos.

Casas romanas do Célio (em italiano:  Case Romane del Celio) é um conjunto de antigas casas romanas de variados períodos — hoje transformado em um museu — localizado abaixo da basílica de Santi Giovanni e Paolo, no Clivo di Scauro, no rione Celio de Roma.

## História

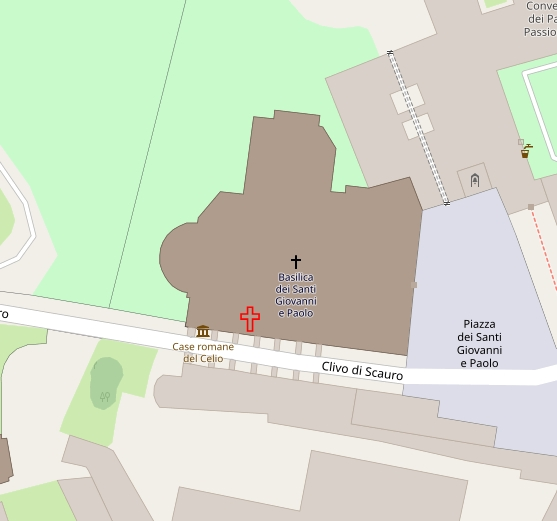
Mapa mostrando a localização em relação à enorme basílica de Santi Giovanni e Paolo, construída em cima das casas romanas.

O Clivo de Escauro é uma das mais importantes vias do antigo monte Célio e provavelmente deve seu nome a Marco Emílio Escauro, censor em 109 a.C.. Ela representa um extraordinário exemplo de persistência de um elemento urbano da Antiguidade Clássica através de toda a Idade Média até hoje. A entrada para o complexo das "Casas romanas do Célio" era a entrada para o pórtico com lojas que originalmente ficava no piso térreo. A primeira fase corresponde ao domus, a residência romana. No começo do século II, a área onde a igreja está atualmente localizada era ocupada por um opulento edifício residencial com dois pisos de frente para uma alameda paralela ao Clivo di Scauro. Esta casa contava com uma terma no piso térreo e quartos no piso superior. O restante dos edifícios residenciais existiam nas imediações.
A fase seguinte corresponde à ínsula. No começo do século III, durante a era severa, foi construído em frente um bloco de apartamentos. A ínsula tinha uma planta trapezoidal e era composta por pequenos apartamentos nos pisos mais altos. Ali viviam as classes sociais mais pobres da cidade e eram acessíveis diretamente a partir das lojas no piso térreo através da entrada no Clivo di Scauro. Na parede à direita fica a entrada retangular que antes dava acesso a uma loja e que foi incorporada pela parede da fundação da basílica. No topo está um espaço para a uma janela que antes iluminava o conjunto. No final do século III e início do século IV iniciou-se a terceira fase, quando um rico proprietário comprou o complexo inteiro e transformou a ínsula e a residência, separados por uma viela, em uma única e elegante residência. Este novo projeto provavelmente precedeu a utilização dos pisos superiores da ínsula como unidades de aluguel ao passo que a transformação do piso térreo foi adaptada para o uso de uma única família.
Finalmente, na segunda metade do século IV, segundo tradições cristãs, viveram ali os mártires João e Paulo, oficiais da corte de Constantino I executados e sepultados em sua própria casa em 362, durante o reinado do imperador Juliano, o Apóstata (361-363). A basílica acima foi construída no começo do século V como um projeto do senador Pamáquio, uma importante personalidade da comunidade cristã na época e provavelmente o último proprietário do complexo. Ele abandonou as salas da residência sob a basílica, deixando-as inutilizáveis por causa da construção das paredes da nova basílica de Pamáquio (titulus Pammachii), o que ainda hoje impede que se tenha uma visão clara de todos os recintos do complexo. Diversos espaços e seções da casa continuaram a ser utilizados ainda assim e continuaram a ser visitados depois da construção da basílica, como é o caso do Oratorio del Salvatore medieval. Além disto, uma nova sala foi construída, com uma pequena janela (fenestrella confessionis) a partir da qual os fieis podiam admirar os túmulos dos mártires.
As primeiras escavações sob San Giovanni e Paolo foram conduzidas em 1887 por Germano di San Stanislao, o reitor da basílica, que, descendo para uma das câmaras funerárias da área do presbitério, descobriu grandes salas subterrâneas cujas paredes conservavam, sob uma fina camada de cal, traços de pinturas antigas. Inspirando o padre passionista na exploração dos subterrâneos da basílica estava a "Paixão dos Mártires João e Paulo", um relato hagiográfico do martírio dos dois irmãos.
Novas escavações arqueológicas foram conduzidas entre 1913 e 1914 pelo padre passionista Lamberto e, em 1951, novas intervenções levaram à descoberta do complexo arqueológico inteiro. Em 2002, uma reforma realizada em colaboração por diversos órgãos do governo italiano e romano levaram à abertura das ruínas ao público.

## Descrição
Os muitos altares e inscrições presentes em todas as salas das "Casas Romanas" são evidências das atividades de papas e da comunidade passionista da basílica acima no final do século XIX.

### Loja
Esta era originalmente uma das muitas lojas localizadas no piso térreo da ínsula que dominava o pórtico. Cada uma tinha uma sala no fundo que servia como oficina ou depósito. Num canto, a base do suporte para uma escadaria da mesma fase que este edifício ainda é visível. O pavimento é composto por peças irregulares de mármore e é da época da transformação da residência no final do século III. A sala seguinte, conhecida como "Sala dos Gênios", era originalmente uma despensa.

### Sala dos Gênios
O nome da Sala dos Gênios (em italiano:  Stanza dei Geni) é uma referência aos gênios, uma espécie de espírito guardião que, segundo a mitologia romana, todas as pessoas e locais tinham. Ela foi envolvida nas transformações realizadas durante o século III e foi transformada de sua função original, despensa de uma loja, em uma sala elegante que levava a um pátio interno conhecido como ninfeu. Atualmente esta abertura está fechada pela parede da fundação da basílica.
A parede do térreo e dos dois primeiros metros acima era decorada com um luxuoso revestimento de mármore em opus sectile incrustado  que foi removido depois que as salas foram abandonadas. Ainda visível estão as marcas das lajes de mármore do piso original. No canto direito perto da entrada estão traços de uma moldura de mármore. A parte superior da parede conta com uma delicada decoração com temas da natureza disposta em dois registros distintos. No inferior, jovens figuras aladas nuas — os gênios — seguram guirlandas com frutas e flores do verão. No superior, uma cena da colheita de uvas no outono com putti. Estes elementos sugerem uma decoração inspirada pela troca das estações. Além disto há muito tipos de pássaros exóticos do norte da África representados.

### Sala da Imitação de Mármore
A Sala da Imitação de Mármore (em italiano:  Stanza dei Marmore Finiti) tem este nome por causa da colorida decoração pintada imitando um revestimento de mármore em opus sectile do século IV. Na parte superior da decoração há traços visíveis de temas da natureza. O ralo no canto é reminiscente do uso original da sala como oficina.

### Sala da Orante
A Sala do Orante (em italiano:  Stanza dell'Orante) é uma das mais impressionantes do complexo e seu nome é uma referência à "orante" ("aquela que adora"), uma das personagens representadas na decoração, que remonta ao século IV. Na parte inferior há painéis que imitam um trabalho em opus sectile de alabastro; sobre ele, um registro de folhas de acanto. A abóbada, apenas parcialmente preservada, nos permite entender o clima cultural da sociedade romana entre os séculos III e IV, quando elementos cristãos na decoração refletem a crescente popularidade do cristianismo. Ela está dividida em segmentos com pares alternados de bodes e cabras de cada lado de figuras masculinas, que podem ser interpretadas como sendo filósofos, segurando rolos nas mãos. Praticamente intacto é a famosa imagem de uma orante feminina que empresta seu nome à sala.
Há ainda uma série de painéis com diferentes figuras: a máscara de Sileno rodeada por ramos de oliveira, uma máscara teatral feminina entre flores de diferentes cores, outra máscara de Sileno entre espigas de trigo, uma videira e monstros marinhos fantásticos suspensos no ar.

### Sala do Deus Ápis e as Bacantes
A Sala do Deus Ápis e as Bacantes (em latim: Sala del Bue Api e Saltatrices) tem este nome por preservar na decoração do teto duas imagens pagãs, do deus Ápis e de duas bacantes. À esquerda, depois de uma pequena sala pintada com um falso trabalho isódomo, se chega a um conjunto de ambientes não caracterizados por revestimentos preciosos ou afrescos, provavelmente salas de serviço da casa.

### Adega
Esta era originalmente uma sala (em latim: Cella Vinaria) com uma elegante decoração no segundo piso que foi transformada numa despensa ou adega. Como tal, foi utilizada até o século VII como indicam diversas ânforas encontradas no local e atualmente expostas no Antiquário. Atestam esta utilização ainda a presença de vasilhas, de uma ânfora enterrada no piso e um poço.
O altar, as inscrições e mobília de madeira são parte da decoração do século XIX. À direita está a entrada paras termas mais abaixo. Atualmente estes ambientes estão fechados para o público.

### Viela
Através da estreita passagem e descendo uns poucos degraus está o vicus, uma longa e estreita viela pavimentada com pedras irregulares. Ela separava originalmente a rica residência do século II à direita do edifício de apartamentos populares do século III à esquerda. Ela foi incorporada na reorganização do complexo no século III e se tornou um elemento de ligação interior entre duas zonas da nova residência ampliada com um pátio ao ar livre. Este pátio, que tinha um ninfeu, está logo adiante. Seguindo pela viela está uma escadaria à esquerda, no local onde, segundo a tradição, os corpos dos mártires João e Paulo foram enterrados e onde escavações encontraram, no início do século II, três sepulturas.

### Oratório (Confessio)
Depois da metade do século IV, o confessio, um pequeno oratório, foi construído e ficava sob os degraus, num patamar da escadaria no interior da residência. Segundo a tradição, ele também está ligado ao martírio de João e Paulo. A adição de uma segunda escadaria, visível no local, ajudou a regularizar o constante fluxo de peregrinos criando um sistema rotativo (entra por uma e sai por outra). No oratório, acessível por uma escadaria dupla, os peregrinos faziam uma pausa para rezar diante de cenas cristãs pintadas num nicho.
A decoração, realizada depois do meio do século IV, está organizada em dois registros. No alto à esquerda está uma cena de prisão de três pessoas entre dois soldados romanos. Sugere-se que estes três seriam os mártires Crispo, Crispiniano e Benedita. No alto à direita está a cena do martírio deles. No centro, embaixo, está um orante aos pés do qual está ajoelhado o senador romano Pamáquio, que construiu a basílica acima, e sua esposa. A abertura acima tem sido interpretada como uma janela confessional ou um espaço cujo objetivo era abrigar um gabinete com relicários. A segunda escadaria originalmente se ligava ao pátio do ninfeu através do piso superior da residência. Descendo por ela, é possível ver na parede à esquerda uma cena de um viridário ("jardim").

### Ninfeu de Prosérpina
Este ninfeu foi criado originalmente para ser um pátio interior ao ar livre separando edifícios comerciais dos residenciais. O espaço foi transformado num ninfeu com a inserção de nichos com fontes, ainda visíveis na base da parede decorada com afrescos. A estrutura retangular é um poço.
O grande afresco da segunda metade do século III nas paredes representa uma cena mitológica marítima com pequenos cupido nus pescando e navegando. No centro, numa balsa, estão duas figuras femininas, uma vestida numa capa (em latim: pallio) e outra semi-nua, perto de uma figura masculina preparando uma bebida. A cena tem sido interpretada de formas diferentes. A figura semi-nua pode ser Vênus, que nasceu no mar e era protetora dos marinheiros. Outra interpretação é que a figura centra é Prosérpina, retornada do submundo e flanqueada por Ceres e Baco, este último simbolizando o retorno da primavera. O piso, que também é do século III, foi construído com enormes pedaços de mármore multicolorido.
Na sala anexa está um piso com um mosaico preto e branco do século II, mas ela está recortada pela parede da fundação da basílica. Ela era parte de um edifício do século II e foi posteriormente incorporada na residência ampliada. Passando por uma pequena ponte metálica e descendo uma escada chega-se ao Antiquário.

### Antiquário do Célio
O Antiquário está diretamente abaixo da Capela de São Paulo da Cruz, que tem o formato de uma cruz grega. Este museu foi criado em 2001 pela Soprintendenza Archeologica di Roma e abriga objetos romanos e medievais encontrados durante as escavações realizadas entre 1887 e 1936. Estão incluídas na coleção inscrições gregas e latinas, diferentes tipos de ânfora dos séculos I ao VII, utensílios de cozinha e jantar variados, agulhas de marfim e lamparinas de óleo.
Particularmente interessante são os pedaços de um busto de alabastro do século II e copos de vidro do século IV esculpidos num intrincado design similar ao tema do grande afresco do ninfeu. Há também uma importante coleção de placas de cerâmica em velatura de origem bizantina, moçárabes e oriental. Originalmente eles eram utilizados para decorar o campanário da basílica e foram removidos na década de 1950 e substituídos por cópias.
Na parede principal está um grande afresco do século XII retratando Cristo entre os arcanjos Miguel e Gabriel e os mártires João e Paulo. Ele foi encontrado na década de 1950 no Oratorio del Salvatore e foi levado para o Antiquário já no século XXI. No centro está uma laje funerária do século X reutilizada como lápide em 1332.